# Perdiz al modo de Alcántara
La perdiz al modo de Alcántara (denominado en francés faisan á la mode d'Alcantra) es una preparación de caza que consiste en el empleo de volatería asada como puede ser perdiz o faisán. A tales aves se les rellena con un paté de foie gras (es decir hígado de pato) relleno de trufas. La receta es famosa por haber sido robada de la biblioteca del monasterio por el general Junot al mando de la Grande Armée en España durante comienzos del siglo XIX.

## Historia
La misión de las tropas napoleónicas es invadir Portugal, y allí destruir el inquebrantable aliado de Inglaterra. En 1807 al comienzo de la campaña de Portugal por las tropas francesas llegan al monasterio de Alcántara. El saqueo de la biblioteca hace que se revele el recetario del monasterio, en el que se encontraba esta receta junto con otras. Este recetario acaba en manos del General Junot, que acaba enviándolo a su mujer Laura Permon (duquesa de Abrantes). Ella fue quien lo divulgó por Francia, y al llegar al insigne cocinero francés Auguste Escoffier mecionó que "fue uno de los mejores trofeos de guerra".

## Características
Se suele elaborar el plato con volatería de caza típica en Extremadura y a tal efecto suele ser habitual el empleo de perdices o de faisanes desprovistas de sus plumas. En las primeras etapas de su preparación suele vaciarse el interior quitándoles también el hueso de las pechugas. Es habitual rehogar durante unos minutos unos hígados de pato picados con algunas cucharadas de manteca y posteriormente hacer un puré de hígados en un mortero. Se suelen rellenar las aves con este rehogado en forma de pasta añadiendo trufas. Auguste Escoffier emplea en su receta vino de Oporto aunque puede emplearse cualquier vino oloroso de jerez.